# 宇田恵菜
宇田 恵菜（うだ えな、1991年10月27日 - ）は、日本の俳優、タレント。愛媛県松山市出身。セントラル所属。

## 略歴
18歳まで愛媛県松山市で育ち、高校卒業と同時にイギリスへ留学。セントラル・スクール・オブ・スピーチ・アンド・ドラマ （Central School of Speech and Drama, 通称CSSD）にて演技を学び、その後ゴールドスミス・カレッジ (Goldsmiths, University of London) Drama and Theatre Artsにて学位を取得。2016年帰国。
2017年6月、セントラルに所属。国際的作品の俳優業からバラエティと幅広く活動している。
2021年3月、東京2020オリンピック　聖火リレー　コカ•コーラシティーセレブレーションオフィシャルMCに任命される。

## 人物
- 22際の時、NHKのど自慢（愛媛県今治市）に出演し、山口百恵の「絶体絶命」を歌い、鐘が全鳴りし合格した。[要出典]
- 4才からクラシックバレエを習っており、いまもなお続けている。
- 趣味はバイク運転。カワサキバルカンドリフターを所持している。
- 令和元年に宅地建物取引士の資格も取得。

## 出演

### バラエティ
- Smart Live Gaming（2013年〜2016年）オンラインゲーム番組司会 英国
- 指原莉乃＆ブラマヨの恋する男選手権（2017年10月、Abema TV） #24 ゲストパネラー
- 温泉グルメ大満足！レポーター（2018年6月、BS12）
- 「新日本男児と中居」（2019年10月、日本テレビ）
- Like a Wind（2018年〜、山陽テレビ）ツーリングナビ

### 映画
- The Bones On Greenwich Shore（2016年9月、英国映画）- 主演: Aiko
- The Viper’s Hex（2017年1月、オーストラリア映画） - Miyuki役
- ソローキンの見た桜（2019年3月、KADOKAWA） - ユキ役
- 劇場版 おっさんずラブ 〜LOVE or DEAD〜（2019年8月、東宝）

### テレビドラマ
- 監獄のお姫さま（2017年10月、TBS） - レギュラー看守役
- ドクターX 第5期 第9話（2017年12月、テレビ朝日） - 審査員役
- 隣の家族は青く見える 1話（2018年1月、TBS） - 生徒役
- ブラックペアン（2018年4月、TBS） - 相羽里紗役
- グランメゾン東京（2019年10月、TBS） - シェフ役

### MV
- 「Dance it off」(2017年2月)
- 「SMILE」（2018年12月）  大橋トリオ
- 「Like Meat」（2019年5月） ESA

### 広告
- 「WorldsEnd web」（2014年4月、Vivian Westwood）
- 「Canon EOSC200/C200B」(2017年7月、Canon)
- 「HONDA バイクが好きだ！」(2017年8月、HONDA)
- 「マクドナルドCM　三角チョコパイ」(2018年1月、マクドナルド）
- 「慶應義塾大学医学部」（2018年7月、慶應義塾大学）
- 「women’s rugby」（2019年8月、Guinness UK）
- 「サンキューとうちゃんかあちゃん」(2019年6月、Jet Star)